# IC 482
IC 482 је спирална галаксија у сазвјежђу Близанци која се налази на листи објеката дубоког неба у Индекс каталогу.
Деклинација објекта је + 25° 21' 22" а ректасцензија 7h 59m 47,3s. Привидна величина (магнитуда) објекта IC 482 износи 14,5 а фотографска магнитуда 15,3. IC 482 је још познат и под ознакама MCG 4-19-16, CGCG 118-35, IRAS 07567+2529, PGC 22409.